# 1615 год в музыке

## События
- Фрескобальди занял должность органиста[англ.]* в соборе Святого Петра в Риме и пробыл там вплоть до 1630 года, когда переехал во Флоренцию[1].
- 24 февраля — в день Святого Маттиаса в Палаццо Питти исполняется премьера балета «Балет цыганок»[2].

## Родились[3]
- 20 июня — Сальваторе Роза, итальянский художник эпохи барокко, поэт, музыкант и актёр, родился в Аренэлле, Неаполитанское королевство, Испанская Габсбургская монархия (ум. 1673 г.);
- 22 августа — Кристофер Гиббонс[англ.], английский композитор, родился в Лондоне (ум. в 1676 году);
- 16 ноября — Гийом Дюмануар, французский композитор, родился в Париже (ум. в 1697 году).

## Скончались[4]
24 ноября — Сетус Кальвизиус, немецкий композитор, умер в возрасте 59 лет (род. 21 февраля в 1556 г.).  